# OpenVMS
'OpenVMS (sistema de memòria virtual), també conegut com VMS és un sistema operatiu multiusuari i multiprocés dissenyat per Digital Equipment Corporation, adquirit per Compaq, ara part de Hewlett-Packard, per la seva utilització en entorns de temps compartit, temps real, processament per lots i processament de transaccions. Introduit el 1977 amb el nom d'VMS, s'executava sobre sistemes VAX-11/780. Posteriorment el 1991 es va canviar a OpenVMS el 1991. Més endavant es va portar a DEC Alpha (1992), Intel Itanium (2005) i x86-64 (2019). Des del 2014 el desenvolupa i manté una companyia anomenada precisament VMS Software Inc.
OpenVMS ofereix alta disponibilitat mitjançant clústers d'ordinadors on distribuir el sistema en múltiples màquines físiques. Això permet que aplicacions i dades distribuïdes al clúster romanguin disponibles de forma continuada mentre es realitzen tasques de manteniment de programari i maquinari i, fins i tot, quan tot un centre de dades sigui destruït. S'han registrat temps de funcionament continuat de clústers VMS de fins a 17 anys. Entre els clients de OpenVMS es poden comptar bancs, empreses de serveis financers, hospitals, operadors de telecomunicacions, serveis d'informació i indústria manufacturera. Durant les dècades dels 1990 i 2000 hi havia aproximadament mig milió de sistemes VMS en operació.

## Arquitectura
El sistema operatiu OpenVMS té una arquitectura en capes, que consisteix en un Executive (Executiu) privilegiat, un Intèrpret d'Ordres de Llenguatge (Command Line Interpreter, CLI) que s'executa en un nivell intermedi de privilegi, i utilitats i biblioteques al temps d'execució (Runtime libraries, RTLs) que s'executen en una manera no privilegiada, però que potencialment poden executar-se en un nivell superior de privilegi si s'autoritza a fer-ho. El codi no privilegiat normalment invoca la funcionalitat de l'Executiu a través dels serveis del sistema (equivalent a les trucades al sistema en altres sistemes operatius).
Les capes i mecanismes d'OpenVMS estan construïts al voltant de certes característiques de l'arquitectura VAX, incloent:
- La disponibilitat de quatre maneres d'accés al processador (denominats Kernel, Executiu, Supervisor i Usuari, en ordre de privilegi decreixent). Cada manera té la seva pròpia pila, i cada pàgina de memòria pot tenir proteccions de memòria especificades per manera.
- Un espai d'adreces virtual que es divideix en seccions d'espai privat de procés i seccions d'espai de sistema que són comuns a tots els processos.
- 32 nivells de prioritat d'interrupció que s'utilitzen per a la sincronització.
- Suport de maquinari per lliurar paranys de sistema asíncrones als processos.

Aquests mecanismes de l'arquitectura VAX s'implementen en Alpha, Itanium i x86-64 mitjançant el mapatge dels mecanismes de maquinari corresponents en aquestes arquitectures, o a través de l'emulació (a través de PALcode en Alpha, o en programari en Itanium i x86-64).

## Influència
Durant la dècada de 1980, el sistema operatiu MICA per a l'arquitectura PRISM estava destinat a ser l'eventual successor de VMS. MICA va ser dissenyat per mantenir la compatibilitat cap enrere amb les aplicacions VMS, mentre que també recolza aplicacions Ultrix en la part superior del mateix kernel. MICA va ser finalment cancel·lat juntament amb la resta de la plataforma PRISM, la qual cosa va portar a Dave Cutler a deixar Digital per Microsoft. En Microsoft, Cutler va dirigir la creació del sistema operatiu Windows NT, que es va inspirar en gran manera en l'arquitectura de MICA. Per això, VMS es considera un ancestre de Windows NT, juntament amb RSX-11, VAXELN i MICA, i existeixen moltes similituds entre VMS i NT. Aquest llinatge queda clar en el pròleg de Cutler a "Inside Windows NT" d'Helen Custer.
Un projecte ja desaparegut anomenat FreeVMS va intentar desenvolupar un sistema operatiu de codi obert seguint les convencions del VMS. FreeVMS es va construir sobre la Micronuclis L4 i suportava l'arquitectura x86-64. El treball previ que investigava la implementació de VMS usant una arquitectura basada en un microkernel havia estat realitzat prèviament com un exercici de prototip pels empleats de DEC amb l'assistència de la Carnegie Mellon University usant el Mach 3.0 microkernel portat al maquinari VAXstation 3100, adoptant un model arquitectònic multiservidor.
Un derivat no oficial de VAX/VMS denominat MOS VP (en rus Многофункциональная операционная система с виртуальной памятью, МОС ВП, Sistema operatiu multifuncional amb memòria virtual) va ser creat a la Unió Soviètica durant la dècada de 1980 per a la línia SM 1700 de maquinari clònic de VAX. La principal diferència entre MOS VP i les versions oficials de Digital era la traducció dels comandos, missatges i documentació al rus, i el suport de l'escriptura ciríl·lica utilitzant la codificació KOI-8. També es van crear derivats modificats de MicroVMS coneguts com MicroMOS VP (en rus МикроМОС ВП) o MOS-32M (en rus МОС-32М).

## Per a més informació
- Duffy, Michael D. Getting Started with OpenVMS (en anglès). ISBN 1-55558-279-6.
- Rice, Lesley Ogilvie. Introduction to OpenVMS (en anglès). 5a. ISBN 1-55558-194-3.
- Ruth Goldenberg; Saro Saravanan OpenVMS AXP Internals and Data Structures: Version 1.5.  Digital Press, 1994. ISBN 978-1555581206.
- Goldenberg, Ruth. OpenVMS Alpha Internals and Data Structures: Memory Management (en anglès). ISBN 1-55558-159-5.
- Goldenberg, Ruth; Saravanan, Saro; Dumas, Denise. OpenVMS Alpha Internals and Data Structures : Scheduling and Process Control : Version 7.0 (en anglès). ISBN 1-55558-156-0.
- Goldenberg, Ruth; Saravanan, Saro; Dumas, Denise. VAX/VMS Internals and Data Structures: Version 5.2 ("IDSM") (en anglès). 2a. ISBN 1-55558-059-9.
- Hoffman, Stephen; Anagnostopoulos, Paul. Writing Real Programs in DCL (en anglès). 2a. ISBN 1-55558-191-9.
- Sherlock, Margie; Szubowicz, Leonard. Writing OpenVMS Alpha Device Drivers in C (en anglès). ISBN 1-55558-133-1.
- Sethi, Joginder. OpenVMS Performance Management (en anglès). ISBN 1-55558-126-9.
- Miller, David Donald; Hoffman, Stephen; Baldwin, Lawrence. Getting Started with OpenVMS System Management (en anglès). 2a. ISBN 1-55558-243-5.
- Holmay, Patrick. The OpenVMS User's Guide (en anglès). 2a. ISBN 1-55558-203-6.
- Wayne Sewell. Inside VMS: The System Manager's and System Programmer's Guide to VMS Internals.  Van Nostrand Reinhold, 1992. ISBN 0-442-00474-5.
- Roland Hughes. The Minimum You Need to Know to Be an OpenVMS Application Developer, Desembre 2006. ISBN 978-0-9770866-0-3.